# Astragalus aemulans
Astragalus aemulans es una especie de planta del género Astragalus, de la familia de las leguminosas, orden Fabales.
Fue descrita científicamente por (Nevski) Gontsch.